# Espanya
Espanya – stacja metra w Barcelonie, na linii 1 i 3. Stacja została otwarta w 1926.